# Jardín Ahorrador de Agua en el Cuyamaca College
El Jardín Ahorrador de Agua en el Cuyamaca College, en inglés: Water Conservation Garden at Cuyamaca College, es un jardín botánico de 13 ha de extensión ubicado en el Campus del "Cuyamaca College", en El Cajón, California.

## Localización
The Water Conservation Garden, 12122 Cuyamaca College Drive West, Rancho San Diego El Cajón, San Diego County, California, 92019 United States of America-Estados Unidos.
Planos y vistas satelitales.32°44′40.2″N 116°56′22.56″O / 32.744500, -116.9396000
El jardín y sus muestra están abierto todo el año.

## Historia
El "Cuyamaca College" (Universidad de Cuyamaca) está situada en la comunidad de Rancho San Diego en unos terrenos de 165 acres (67 hectáreas) que eran anteriormente una parte del viejo rancho de Monte Vista. La universidad de Cuyamaca es una de las dos universidades que sirven el distrito del Instituto de Enseñanza Superior de Grossmont-Cuyamaca. 
El nombre para la universidad fue seleccionado por el consejo de gestión, como reflexión de la historia y de la herencia en esta área del condado de San Diego. Un historiador observa que ese antiguo nombre indio "Cuyamaca" ha persistido a través de los avatares de los tiempos y, en varias ocasiones, se le ha aplicado a las montañas, a los lagos, a los valles y a los ranchos. Los escritores han interpretado el significado indio del nombre de varias maneras, tal como "sobre lluvia" o también como "lugar donde la lluvia viene de los cielos". 
El solar fue adquirido por el consejo de gestión en septiembre de 1972, y la universidad abierta oficialmente en el otoño de 1978. La segunda fase de edificios fue terminada en enero de 1980. En 1989 se abrió el centro de recursos del aprendizaje. El campus consiste en ocho edificios de aulas de clases y también el museo de las Américas con una exhibición de la Herencia, así como el Jardín Ahorrador de Agua.
En el año 2005 se crea la asociación "Friends of the Water Conservation" (Amigos del Ahorro de Agua) para incrementar los patrocinios privados del jardín. 

## Colecciones
El jardín botánico actualmente alberga una colección de plantas adaptadas al clima árido de la zona, con pocos requerimientos de agua.
El jardín puede ser un laboratorio de aprendizaje para el jardinero experto, o un lugar donde un neófito puede obtener la información sobre como cultivar un huerto ahorrando agua.
Se pueden admirar las siguientes secciones y jardines: 
- Meadow Exhibit (Exhibición de Prados), una exposición demostrativa de especies de plantas que son una alternativa atractiva al césped.
- Cactus and Succulent Garden (Jardín de Cactus y de Suculentas), este jardín nos muestra un despliegue de formas y colores de los cactus y plantas suculentas a lo largo de todo el año.
- Container Garden (Jardín de Macetas), las macetas sirven para que cultiven un huerto en envases los que no tienen terrenos, o que quieran agregar las macetas como un enriquecimiento de su entorno. En este jardín hay un montón de maneras imaginativas de hacer ambos.
- Compost Exhibit (Exhibición de Compost), se aprende diferentes modos de hacer compost. Sobre todo los niños, disfrutan en las exhibiciones del compostaje.
- Native Plant Garden (Jardin de Plantas Nativas de California), las plantas nativas de California además de ser poco exigentes en requerimientos de riego, pueden atraer fauna silvestre y animar sentido del lugar.
- Vegetable Garden (Huerto), aquí podemos aprender a cultivar nuestros propios alimentos, y puede ser una parte de cualquier jardín sabio con el uso del agua. Usando técnicas como lechos de cultivo y cubiertas maduradoras de cosechas, uno mismo puede cultivar la mayoría de las verduras que consume.
- Bird and Butterfly Garden (Jardín de los Pájaros y de las Mariposas), un lugar idílico donde poder admirar la vida silvestre y aprender como atraela a nuestro entorno.
- Dorcas Utter Memorial Sensory Garden (Jardín de los Sentidos en Honor de Dorcas Utter), Jardín en honor de Dorcan Utter docente estimado y reconocido del centro. Alberga colecciones de especies de los géneros Geranium y Mentha, ejemplos de plantas de pocos requerimientos de agua, que son una delicia para los sentidos.
- Ground Cover Exhibit (Exhibición de Plantas Cubre Suelos), en esta sección observamos alternativas al césped tanto de plantas cubre suelos como alternancia con pavimentos.
- White Garden (Jardín Blanco), el jardín sábio con el agua se puede plantar para mostrar la opción de un solo color; blanco, en este caso.
- Turf Exhibit (Exposición de Céspedes) Compare 7 diferentes variedades de césped y sus diferentes requerimientos de riego.
- Irrigation Exhibit (Exposición de Irrigadores), la exposición de estos objetos nos enseña los principios importantes de instalar un diseño y un mantenimiento de sistema de irrigación con una serie de interesantes objetos expuestos, con la finalidad de conseguir un eficiente aprovechamiento y uso del agua disponible para los riegos del jardín.

Además hay un auditorio, gazebo, y zonas donde organizar eventos diversos.

## Actividades
- Banco de semillas.
- Base de datos de plantas con computador.
- Control de especies invasoras de plantas.
- Programas de conservación de especies amenazadas.
- Programas de conservación Ex-Situ.
- Programas de reintroducción de especies en su medio natural.
- Visitas guiadas.
- Exhibiciones especiales.
- Cursos para el público en general.